# Lijst van partners van koningen van het Verenigd Koninkrijk

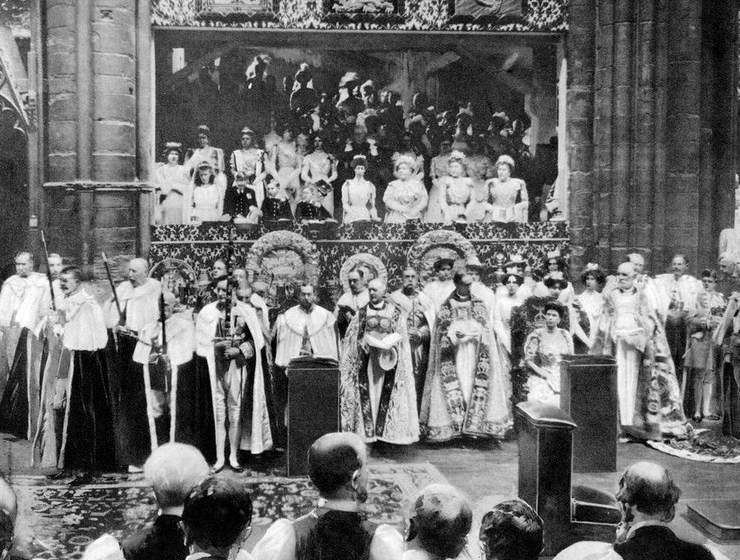
Foto van de kroning van George V en zijn vrouw Mary van Teck

Deze pagina bevat een lijst van partners van de koningen van het Verenigd Koninkrijk die in de periode vanaf 1707 de soevereine vorsten waren van het Koninkrijk Groot-Brittannië en het Verenigd Koninkrijk. Bij de Acts of Union in 1707 werden de koninkrijken Engeland en Schotland samengevoegd tot het koninkrijk Groot-Brittannië en betitelden de koningen zichzelf als koning van Groot-Brittannië.

## Huis Stuart (1707-1714)
| Afbeelding | Naam                  | Oorspronkelijk huis | Vanaf      | Tot             | Partner van | Opmerkingen                                 |
| ---------- | --------------------- | ------------------- | ---------- | --------------- | ----------- | ------------------------------------------- |
|            | George van Denemarken | Oldenburg           | 1 mei 1707 | 28 oktober 1708 | Anna        | Zoon van koning Frederik III van Denemarken |

## Huis Hannover (1714-1901)
| Afbeelding | Naam                               | Oorspronkelijk huis    | Vanaf            | Tot              | Partner van | Opmerkingen                                                   |
| ---------- | ---------------------------------- | ---------------------- | ---------------- | ---------------- | ----------- | ------------------------------------------------------------- |
|            | Caroline van Brandenburg-Ansbach   | Hohenzollern           | 11 juni 1727     | 20 november 1737 | George II   | Dochter van Johan Frederik van Brandenburg-Ansbach            |
|            | Charlotte van Mecklenburg-Strelitz | Mecklenburg            | 8 september 1761 | 17 november 1818 | George III  | Dochter van Karel van Mecklenburg-Strelitz                    |
|            | Caroline van Brunswijk             | Brunswijk              | 29 januari 1820  | 7 augustus 1821  | George IV   | Dochter van Karel Willem Ferdinand van Brunswijk-Wolfenbüttel |
|            | Adelheid van Saksen-Meiningen      | Wettin                 | 26 juni 1830     | 20 juni 1837     | Willem IV   | Dochter van George I van Saksen-Meiningen                     |
|            | Albert van Saksen-Coburg en Gotha  | Saksen-Coburg en Gotha | 10 februari 1840 | 14 december 1861 | Victoria    | Prins-gemaal, zoon van Ernst I van Saksen-Coburg en Gotha     |

## Huis Saksen-Coburg en Gotha(1901-1917)
| Afbeelding | Naam                     | Oorspronkelijk huis                      | Vanaf           | Tot             | Partner van | Opmerkingen                                     |
| ---------- | ------------------------ | ---------------------------------------- | --------------- | --------------- | ----------- | ----------------------------------------------- |
|            | Alexandra van Denemarken | Sleeswijk-Holstein-Sonderburg-Glücksburg | 22 januari 1901 | 6 mei 1910      | Eduard VII  | Dochter van koning Christiaan IX van Denemarken |
|            | Mary van Teck            | Württemberg                              | 6 mei 1910      | 20 januari 1936 | George V    | Dochter van Frans van Teck                      |

## Huis Windsor(1917-heden)
| Afbeelding | Naam                  | Oorspronkelijk huis                      | Vanaf            | Tot             | Partner van  | Opmerkingen                                                       |
| ---------- | --------------------- | ---------------------------------------- | ---------------- | --------------- | ------------ | ----------------------------------------------------------------- |
|            | Prinses Mary van Teck | Württemberg                              | 6 mei 1910       | 20 januari 1936 | George V     | Dochter van Frans van Teck                                        |
|            | Elizabeth Bowes-Lyon  | Bowes-Lyon                               | 11 december 1936 | 6 februari 1952 | George VI    | Dochter van Claude Bowes-Lyon                                     |
|            | Philip Mountbatten    | Sleeswijk-Holstein-Sonderburg-Glücksburg | 6 februari 1952  | 9 april 2021    | Elizabeth II | Prins-gemaal, zoon van Andreas van Griekenland                    |
|            | Camilla Parker Bowles |                                          | 8 september 2022 | heden           | Charles III  | Dochter van Bruce Shand. Tweede echtgenote van koning Charles III |